# Udo Lehmann (Wasserballspieler)
Udo Lehmann (* 22. Februar 1943 in Berlin; † 9. Juni 2007 in Berlin) war ein deutscher Wasserballspieler und -manager. Er war unter anderem Teammanager der deutschen Wasserball-Nationalmannschaft, Rundenleiter der Deutschen Wasserball-Liga (DWL) und betreute mehrere Jahre seinen Heimatverein, den deutschen Rekordmeister Wasserfreunde Spandau 04.

## Leben
Lehmann trat als Torwart 1955 der Wasserballmannschaft des Vereins Spandauer Wasserfreunde bei. Bereits drei Jahre später wurde er Riegenführer bei den Schwimmern und Wasserballwart. Im Alter von 21 Jahren ernannte man ihn zum Sportlichen Leiter und zum für den gesamten Schwimm- und Wasserballbereich zuständigen geschäftsführenden Vorstandsmitglied. Zudem war er Trainer der Wasserball-Wettkampfmannschaft des Vereins. 1976 fusionierten die Spandauer Wasserfreunde und der SC Spandau 04 zu Wasserfreunde Spandau 04. Bis 1995 bekleidete er dort das Amt des Vizepräsidenten des Vereins.
Von 1981 bis 1991 leitete er den Stützpunkt Wasserball in Berlin. Lehmann war Jugendsachbearbeiter Wasserball im Deutschen Schwimm-Verband, Mitglied im Verbandsausschuss Wasserball als Vertreter der Bundesliga-Vereine und bis April 1998 Manager der Bundesligamannschaft. Ab dem 1. Mai 1998 war er Rundenleiter der Deutschen Wasserball-Liga. 
Lehman war seit 1958 bei der Deutschen Bundespost beschäftigt und ging 1998 nach 40 Dienstjahren in den Ruhestand. Er starb nach langer Krankheit an Prostata-Krebs.

## Ehrungen
- 1965 Silberne Ehrennadel der Spandauer Wasserfreunde
- 1976 Goldenes Ehrenabzeichen des Berliner Schwimm-Verbandes
- 1980 Goldene Ehrennadel der Wasserfreunde Spandau 04
- 1990 Ehrenplakette des Berliner Senats für besondere Verdienste um die Förderung des Sports
- 1994 Ehrenplakette in Gold vom Deutschen Schwimm-Verband
- Verdienstmedaille des  Verdienstordens der Bundesrepublik Deutschland (1. Juni 2000)[1]